# Western Australian Open 1975
Il Western Australian Open 1975 è stato un torneo di tennis giocato sul erba. È stata la 6ª edizione del torneo, che fa parte dei Tornei di tennis maschili indipendenti nel 1975 e dei Tornei di tennis femminili indipendenti nel 1975. Si è giocato a Perth in Australia, dall'8 al 14 dicembre 1975.

## Campioni

### Singolare maschile
Ray Ruffels ha battuto in finale  John Lloyd con il punteggio di 6–1 6–7 6–0 6–3

### Doppio maschile
informazione non disponibile

### Singolare femminile
Helga Masthoff ha battuto in finale  Lesley Bowrey con il punteggio di 6–2, 3–6, 6–4

### Doppio femminile
Lesley Bowrey /  Chris Matison hanno battuto in finale  Sue Barker /  Michelle Tyler con il punteggio di 7–6, 6–3